# 陳須無
陳 須無（ちん しゅぶ、生没年不詳）は、春秋時代の斉の大夫で、田氏の宗主。姓は嬀、氏は陳、あるいは田、諱は須無、諡は文。陳文子あるいは田文子とも呼称される。
陳湣の子として生まれ、斉の荘公に仕えた。紀元前551年、晋の大夫の欒盈が乱を起こして斉に亡命してくると、斉の荘公は欒盈を厚く遇した。晏嬰と陳須無はこのことを諫めたが、荘公は聞き入れなかった。
紀元前550年、斉の荘公が衛を攻撃し、次いで晋を攻めようとした。晏嬰や崔杼は荘公を諫めたが、崔杼に暴言があり、陳須無は崔杼の死を予見した。
紀元前548年、崔杼が棠姜を妻に迎えようとしたため、陳須無はこれに反対したが、崔杼は聞き入れなかった。荘公が棠姜と密通し、崔杼は激怒して、荘公を殺害した。
紀元前546年、宋の向戌の呼びかけで諸侯間の戦争を停止する名目の会合が宋で開かれると、陳須無はこれに参加した。
紀元前545年、陳須無は子雅・子尾・鮑国らとともに慶舎を討ち、慶封を追放した。
子に陳無宇があった。